# Astérix y los godos
Astérix y los godos (en francés: Astérix et les Goths) es el tercer álbum en la serie de historietas Astérix, el Galo. fue publicado originalmente de manera seriada en la revista francesa Pilote de 1961 a 1962 y como álbum en 1963.
Aunque en este episodio los godos representan a los antiguos alemanes, en la época que se sitúa Astérix, los habitantes de Alemania eran llamados germanos, los godos eran sólo una de numerosas tribus germanas y no se localizaban cerca de las fronteras de las Galias. Para representar que los godos hablan una lengua incomprensible para galos y romanos, se emplea tipografía gótica en sus bocadillos.

## Argumento
Panorámix, el druida de la aldea, prepara su viaje al Bosque de los Carnutes, en el que anualmente se reúnen todos los druidas galos para comparar sus métodos y elegir al mejor druida del año.
Astérix y Obélix deciden escoltar a Panorámix hasta el límite del Bosque de los Carnutes, pues el camino es largo y peligroso. Durante el tiempo de la reunión de los druidas hay una tregua pactada con los romanos. Astérix y Obélix acampan en el límite del bosque esperando que termine la reunión para luego escoltar a Panorámix de vuelta a la aldea.
Un grupo de godos se esconde en el Bosque de los Carnutes con el fin de raptar al druida que salga elegido como el mejor del año para que con la ayuda de la magia los ayude a preparar la invasión de las Galias y de Roma. En la asamblea, Panorámix es elegido el mejor druida del año, por lo que recibe el Menhir de Oro. En cuanto es proclamado, los godos caen sobre él y lo raptan.
Astérix y su compañero parten hacia el país de los bárbaros en su búsqueda, pero en el camino se encuentran con una patrulla romana a la que derrotan, pero estos romanos los toman por godos y dan aviso de buscarlos. Los galos se disfrazan de romanos para no ser molestados en su viaje hacia el Este. 
Los amigos llegan a Germania, donde son hechos prisioneros. En la prisión encuentran a Panorámix y planean preparar la poción mágica para ellos y también para dársela a los godos, para que permanezcan peleando entre ellos para siempre y así se olviden de invadir a sus vecinos. Estos conflictos son conocidos como «las guerras Asterixianas».
El trío regresa a su aldea, donde son recibidos con grandes fiestas.

## Personajes
- Astérix: Guerrero galo, héroe de estas aventuras.
- Obélix: Repartidor de menhires. Íntimo de Astérix.
- Panorámix: Druida de la aldea. Fabrica la poción mágica.
- Merluzius: General romano. Su nombre es referencia a la merluza.
- Teleféric: Jefe godo. Su nombre es referencia al teleférico.
- Clorhidric: Otro godo. Su nombre es referencia al ácido clorhídrico.